# Мінерагенія
Мінерагенія (рос. минерагения, англ. minerageny; нім. Mineralbildung f) — розділ геології, що вивчає регіональні геологічні закономірності формування і розміщення родовищ всіх різновидів корисних копалин. Розділяється на загальну, локальну і генетичну мінерагенію.
- Загальна мінерагенія досліджує епохи формування всіх груп корисних копалин, їх сукупний розподіл за структурно-формаційними зонами платформ, геосинклінально-складчастих територій, дна морів і океанів.

- Локальна мінерагенія характеризує ці процеси для окремих різновидів корисних копалин. Найбільший її розділ — металогенія, що визначає регіональні особливості утворення і розподілу рудних родовищ.

- Генетична мінерагенія вивчає регіональні геологічні закономірності виникнення і просторового розподілу окремих генетичних груп і класів родовищ корисних копалин, таких як осадова група, кори вивітрювання, стратиформна, гідротермальна, скарнова, карбонатитова, пегматитова, магматична.